# Phạm Thị Yến
Phạm Thị Yến (ur. 20 października 1985) – wietnamska siatkarka, członkini reprezentacji Wietnamu w piłce siatkowej kobiet.